# Кодекс Бокхоріса
Ко́декс Бокхоріса (за іменем єгипетського царя Бокхоріса (Bakenranef)) — збірник давньоєгипетських законів, складений у 8 століття до н. е. під тиском селянських повстань і покликаний зміцнити сільську общину. Кодекс Бокхоріса забороняв боргове рабство: єгиптянин не міг бути рабом іншого єгиптянина. Дозволяючи окремим особам купівлю-продаж поземельної власності, кодекс Бокхоріса завдавав удару по храмах і жерцях, які, поряд з фараоном, були до того часу єдиними землевласниками в країні. Чинність кодексу Бокхоріса обмежувалася періодом правління Бокхоріса.
Кодекс діяв лише на території Північного Єгипту. Кодекс Бокхоріса мав вплив на законодавство Солона.